# José Gutiérrez Rebollo
Pour les articles homonymes, voir Gutiérrez.
José de Jesús Gutiérrez Rebollo (né le 19 avril 1934 à Jonacatepec, et mort à l'hôpital central militaire de Mexico le 19 décembre 2013) est un général de division de l'armée mexicaine, qui fut incarcéré pour liens avec le crime organisé, et notamment avec Amado Carrillo Fuentes, chef du cartel de Juárez. Gutiérrez Rebollo était à la tête de l'INCD (Instituto Nacional para el Combate a las Drogas), d'où il fut contraint à démissionner en 1997, année de la mort de Carrillo Fuentes.

## Ascension à la tête de l'INCS
José Gutiérrez Rebollo, soldat de carrière, devint général à la tête de la 5e région militaire, basée à Jalisco. C'est lui, et non des civils, qui mènent la première enquête sur la mort de deux cardinaux, dont Juan Jesús Posadas Ocampo, tué en 1993 à l'aéroport de Guadalajara (État de Jalisco) : selon cette enquête, le cardinal aurait été tué par une balle perdue lors d'un affrontement entre cartels, en particulier entre les hommes de Ramon Arellano Felix (en), à la tête du cartel de Tijuana, et Joaquin Guzman et Hector Palma Salazar (en), à la tête du cartel de Sinaloa. Certains ont cependant émis des doutes, affirmant que le cardinal aurait été délibérément assassiné.
En juin 1995, commandant militaire à Guadalajara, Gutiérrez Rebollo est également membre de la garde présidentielle d'Ernesto Zedillo. Il devient alors célèbre pour avoir fait arrêter à Guadalajara Héctor Luis Palma Salazar, un dirigeant du cartel de Sinaloa, à la suite du crash de son avion. Mobilisant 200 soldats, il encercla les commissariats locaux et arrêta Palma ainsi que 33 policiers qui le protégeaient.
Ceci lui valut de travailler pour le procureur général du Mexique et d'être promu, à 62 ans, à la tête de l'INCD (Instituto Nacional para el Combate a las Drogas) l'année suivante, remplaçant ainsi à la tête de la lutte contre les narcotrafiquants Francisco Molina Ruiz, devenu sénateur par la suite. Il travaille alors étroitement en collaboration avec son homologue américain, Barry R. McCaffrey (en), à la tête de l'Office of National Drug Control Policy (en), qui loue au début sa « réputation d'intégrité absolue » . La nomination d'un général à la tête de l'INCB par le président Zedillo signalait l'implication croissante des forces armées mexicaines dans la lutte anti-drogues, ce que Molina Ruiz déclarera plus tard être une grave erreur, celles-ci étant également infiltrées par les cartels de la drogue.

## Arrestation et condamnation à plus de 40 ans de prison
Au sommet de sa gloire, les autorités commencèrent à enquêter sur Gutiérrez Rebollo à partir du 6 février 1997, après avoir appris qu'il avait emménagé, à Mexico, dans un appartement bien plus cher que ce que son salaire lui aurait permis. L'enquête, qui lui coûta son poste, montra que c'est un agent du mafieux Amado Carrillo Fuentes, à la tête du cartel de Juárez, qui lui avait offert ce logement. Les autorités obtinrent aussi des enregistrements entre Gutiérrez Rebollo et le chef du cartel, montrant que ce dernier le payait afin d'être épargné par le tsar de la lutte anti-stupéfiants.
Mis en examen, il fut accusé de corruption, entraves à la justice et aide au transport de cocaïne. Lors de son procès, le procureur montra des preuves selon lesquelles le général avait favorisé le cartel de Juárez en s'attaquant violemment au cartel de Tijuana, rival de celui-là .
Le 9 mars 1997, un article du New York Times qui valut le Prix Pulitzer à son auteur, Julia Preston, impliquait également le général dans cinq cas documentés de disparition forcée, affirmant que ceux-ci ne représentaient qu'une fraction de celles enregistrées.
Condamné en janvier 1998 à 13 ans de prison pour abus d'autorité et emploi illégal d'armes réservées à l'armée, la peine fut portée en juin 1998 à près de 32 ans de prison . Entre deux, en avril 1998, son avocat, Tomas Arturo Gonzalez Velazquez, ancien proche collaborateur du général à Guadalajara, mais qui avait été écarté pour des raisons obscures de l'équipe de défense du général, fut assassiné. Me Gonzalez Velazquez, qui avait avoué être un proche d'Eduardo Gonzalez Quirarte, un trafiquant du cartel de Juárez, était également un ami intime de Luis Octavio Lopez Vega, ancien commissaire de Zapopan, une banlieue de Guadalajara, qui avait créé une firme de sécurité privée avec le soutien du général, lequel l'utilisait dans ses opérations de lutte contre les narcotrafiquants. Mais surtout, l'avocat avait accusé des proches du président Zedillo, dont son beau-frère, ainsi que d'autres généraux, d'être proches des cartels, dénonçant l'arrestation du général comme signe d'une lutte intestine entre militaires liés à différents cartels. Cette interprétation avait été jugée crédible par un rapport classifié transmis à la procureur général des États-Unis, Janet Reno.
En 2007, l'ex-général fut condamné de nouveau par une cour fédérale, à encore 40 ans de prison et une amende de plus de 24 716 829 de pesos pour avoir aidé le parrain Carrillo Fuentes. Les deux peines se confondent. Il est également inculpé de trafic d'armes à Nayarit, procès qui n'a pas encore eu lieu.
L'ancien général était incarcéré dans la prison de haute sécurité d'Altiplano (en) à Almoloya de Juárez. Il y meurt d'un cancer du cerveau le 19 décembre 2013.

## Filmographie
Le général Arturo Salazar, dans Traffic (2000), film de Steven Soderbergh, est inspiré de très près du général Gutiérrez Rebollo.
Le général Rebollo (interprété par José Zúñiga) est l'un des personnages principaux de la saison 3 de Narcos: Mexico, qui raconte entre autres intrigues l'ascension et la chute du général.